# Reprezentacja Litwy w koszykówce kobiet
Reprezentacja Litwy w koszykówce kobiet - drużyna, która reprezentuje Litwę w koszykówce kobiet. Za jej funkcjonowanie odpowiedzialny jest Litewski Związek Koszykówki.